# Tẩy trắng da

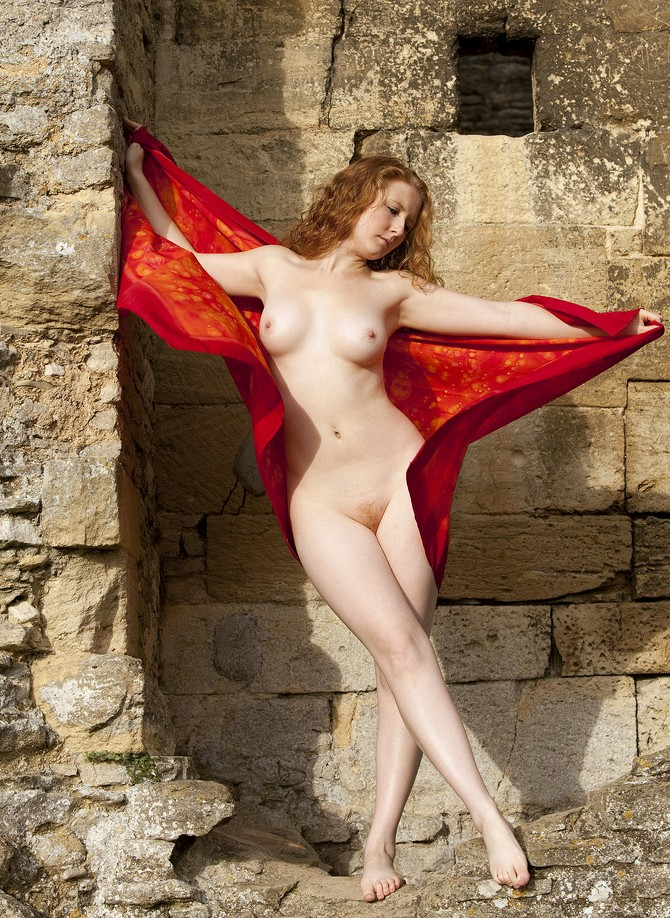
Ám ảnh về làn da sáng của người da trắng đã khiến nhiều nền văn hóa rộ lên phong trào tẩy trắng da, đặc biệt là ở châu Mỹ Latin với phong trào Blanqueamiento

Blanqueamiento trong tiếng Tây Ban Nha hoặc Branqueamento trong tiếng Bồ Đào Nha (cả hai đều có nghĩa là làm trắng) là một hoạt động xã hội, chính trị và kinh tế được sử dụng ở nhiều quốc gia hậu thuộc địa ở Châu Mỹ và Châu Đại Dương để "cải thiện chủng tộc" (Mejorar la raza) hướng tới một lý tưởng được cho là về độ trắng của làn da. Thuật ngữ Blanqueamiento có nguồn gốc từ Châu Mỹ Latinh và được sử dụng ít nhiều đồng nghĩa với việc làm trắng da của chủng tộc. Tuy nhiên, Blancqueamiento có thể được xem xét theo cả nghĩa biểu tượng và sinh học. Trong ngữ cảnh xã hội học ở các nước Mỹ Latinh thì Blanqueamiento mang nghĩa bóng là "tẩy trắng xã hội" hoặc "tẩy trắng chủng tộc" đề cập đến một quá trình trong đó một người hoặc một nhóm người (người gốc Phi, thổ dân da đỏ) cố gắng hòa nhập và đạt được lợi ích xã hội bằng cách thay đổi ngoại hình thông qua việc tự làm sáng da, hành vi, ngôn ngữ hoặc địa vị để phù hợp hơn với các tiêu chuẩn của nhóm thống trị là người da trắng, tạo ra một quá trình phức tạp liên quan đến phân tầng xã hội, sắc tộc và quyền lực.
Về mặt biểu tượng, Blanqueamiento đại diện cho một hệ tư tưởng xuất hiện từ di sản của chủ nghĩa thực dân châu Âu, được mô tả từ lý thuyết về quyền lực thuộc địa của Anibal Quijano phục vụ cho sự thống trị của người da trắng trong hệ thống phân cấp xã hội Về mặt sinh học, Blanqueamiento là quá trình làm trắng da bằng cách kết hôn với một người có làn da sáng hơn để sinh ra những đứa con có làn da sáng hơn. Các hệ tư tưởng đằng sau Blancqueamiento đã thúc đẩy ý tưởng về hệ thống phân cấp xã hội, dựa trên các đặc điểm và màu da trắng của người Châu Âu. Các phương pháp làm trắng da ngày càng phổ biến, một phần là do Blancqueamiento ở Châu Mỹ Latinh. Peter Wade lập luận rằng Blancqueamiento là một quá trình lịch sử có thể gắn liền với chủ nghĩa dân tộc. Khi nghĩ về chủ nghĩa dân tộc, các hệ tư tưởng đằng sau nó bắt nguồn từ bản sắc dân tộc, mà theo Wade là "sự xây dựng của quá khứ và tương lai". Blanqueamiento được ban hành trong chính sách quốc gia của nhiều nước Mỹ Latinh vào đầu thế kỷ XX, những chính sách này đã thúc đẩy việc nhập cư từ châu Âu như một phương tiện để làm trắng da cho dân số đất nước.

## Trên thế giới

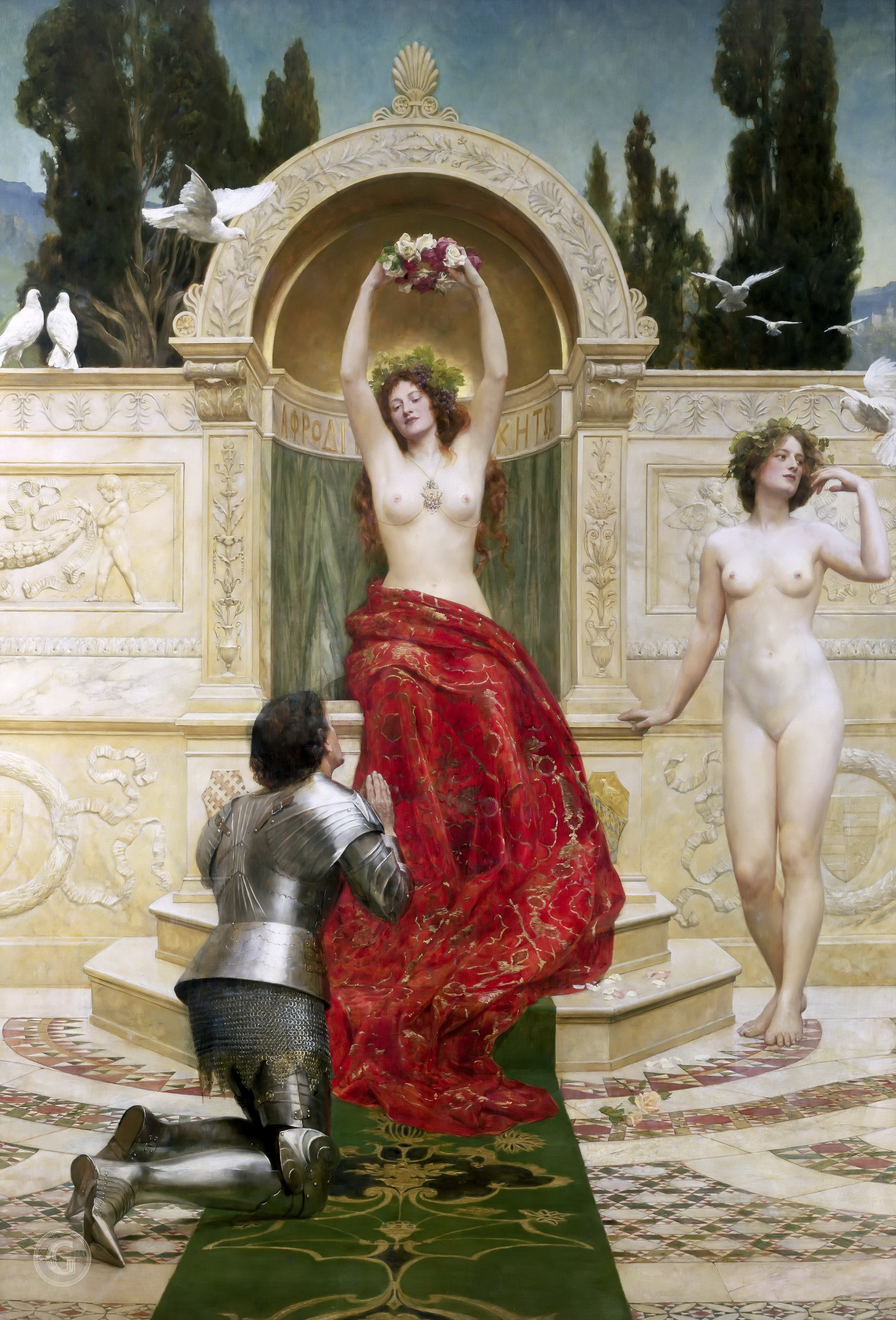
Tiêu chuẩn vẻ đẹp thiên thần da trắng Âu châu

Ở một số nước châu Phi, có từ 25 đến 80% phụ nữ thường xuyên sử dụng các sản phẩm làm trắng da. Ở châu Á, con số này là khoảng 40% Đặc biệt ở Ấn Độ, hơn một nửa số sản phẩm chăm sóc da được bán để làm trắng da Ở Pakistan, nơi các sản phẩm làm sáng da rất phổ biến, người ta phát hiện các loại kem có chứa hàm lượng Hydroquinone và thủy ngân độc hại. Những nỗ lực làm sáng da đã có từ ít nhất là vào thế kỷ XVI ở châu Á. Trong khi một số chất—chẳng hạn như axit kojic và axit alpha hydroxy—được phép sử dụng trong mỹ phẩm ở Châu Âu thì một số chất khác như Hydroquinone và tretinoin lại không được phép sử dụng. Trong khi một số quốc gia không cho phép sử dụng hợp chất thủy ngân trong mỹ phẩm thì những quốc gia khác vẫn cho phép và bạn có thể mua chúng trực tuyến.
Tẩy trắng da (Skin whitening) hay làm trắng da (Skin lightening) là việc sử dụng các chất hóa học nhằm mục đích làm sáng da hoặc mang lại màu da đồng đều bằng cách giảm nồng độ Melanin trong da. Một số hóa chất đã được chứng minh là có hiệu quả trong việc làm trắng da, trong khi một số hóa chất đã được chứng minh là độc hại hoặc có hồ sơ an toàn đáng nghi vấn. Điều này bao gồm các hợp chất thủy ngân có thể gây ra các vấn đề về thần kinh và gây ra vấn đề cho thận. Nỗ lực làm trắng vùng da lớn cũng có thể được thực hiện bởi một số nền văn hóa. Điều này có thể được thực hiện vì lý do ngoại hình, chính trị hoặc kinh tế. 
Ở nhiều quốc gia với tâm lý ám ảnh bởi tiêu chuẩn vẻ đẹp Âu châu với làn da sáng của người da trắng, ở Tanzania thì động cơ sử dụng các sản phẩm làm sáng da là để trông "giống Âu" hơn hay chứng cuồng da trắng ở Ấn Độ. Tại Ấn Độ, doanh số bán kem làm sáng da năm 2012 đạt khoảng 258 tấn và năm 2013 doanh số bán hàng đạt khoảng 300 triệu USD. Theo học giả Shirley Anne Tate thì chất làm trắng da ở Mỹ ban đầu chủ yếu được phụ nữ da trắng sử dụng. Những người nhập cư châu Âu đã giới thiệu các công thức làm sáng da bằng mỹ phẩm vào các thuộc địa của Mỹ, nơi cuối cùng họ đã phát triển để kết hợp các truyền thống thảo dược bản địa và Tây Phi.
Tại Ấn Độ thì loại thuốc corticosteroid bị lạm dụng đến mức nguy hiểm để làm trắng da bởi ở Ấn Độ thì phụ nữ da ngăm đen khó lấy được chồng. Căn nguyên của việc lạm dụng rộng rãi các loại thuốc bôi ngoài da có chứa corticosteroid ở Ấn Độ là niềm tin sâu sắc rằng màu da sáng thì tốt hơn màu da sẫm, không nơi nào có thể thấy rõ điều này hơn trong văn hóa hôn nhân của Ấn Độ. Trong tình yêu và hôn nhân đều đòi hỏi làn da trắng. Nhà hoạt động nữ quyền và là một nhà nghiên cứu Reena Kukreja phát biểu: "Phần lớn người Ấn Độ mong muốn có làn da trắng là do mối liên hệ giữa làn da đen với lao động chân tay ngoài trời - làn da đen là biểu tượng của địa vị đẳng cấp thấp". Tại Ấn Độ, nếu càng da ngăm đen và càng nghèo, thì càng khó kiếm chồng, trong khi xã hội dành nhiều đặc quyền cho phụ nữ có gia đình. Betamethasone là một loại thuốc corticosteroid mạnh, bôi tại chỗ, thường được sử dụng để điều trị nhiều loại bệnh về da, bao gồm bệnh vẩy nến và bệnh chàm, nhưng một trong những tác dụng phụ tiềm ẩn là làm sáng da. Các loại kem có chứa Betamethasone chỉ nên được sử dụng theo lời khuyên của bác sĩ và thường được mua theo toa. Một khi da phụ thuộc vào kem steroid, thì rất khó để ngừng sử dụng. Nếu dừng lại sẽ dẫn đến việc nổi mụn, phát ban và mẩn đỏ. Nhưng ở Ấn Độ, Betamethasone và các loại kem corticosteroid khác lại thường xuyên bị lạm dụng như một chất làm sáng da chủ yếu là do phụ nữ Ấn Độ. Mặc dù nhiều tác dụng phụ gây đau đớn và có thể nhìn thấy là do lạm dụng corticosteroid tại chỗ, các bác sĩ da liễu cho hay phương pháp này vẫn đang được sử dụng tràn lan ở Ấn Độ, dù ở thành phố lớn hay nông thôn, những chất bị hạn chế này vẫn tiếp tục dễ dàng tiếp cận, được sử dụng như một chất làm sáng da chủ yếu là do phụ nữ.